# Garrigues (Hérault)
Garrigues (okzitanisch Garrigas) ist eine französische Gemeinde mit 232 Einwohnern (Stand: 1. Januar 2022) im Département Hérault in der Region Okzitanien (bis 2015: Languedoc-Roussillon); sie gehört zum Arrondissement Montpellier ist Mitglied im Gemeindeverband Lunel Agglo. Die Einwohner werden Garriguois und Garriguoises genannt.

## Geografie

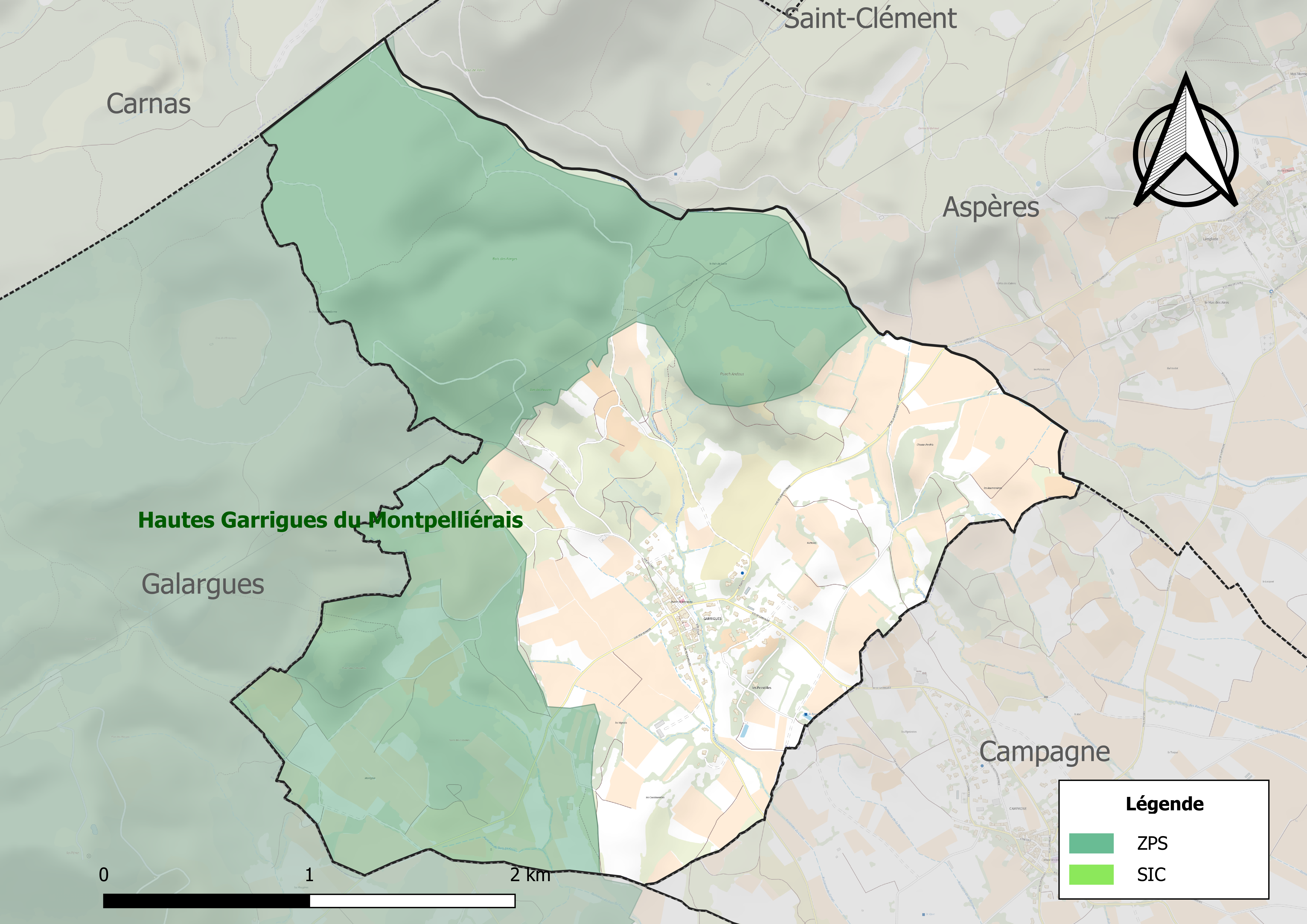
Natura 2000-Schutzgebiet

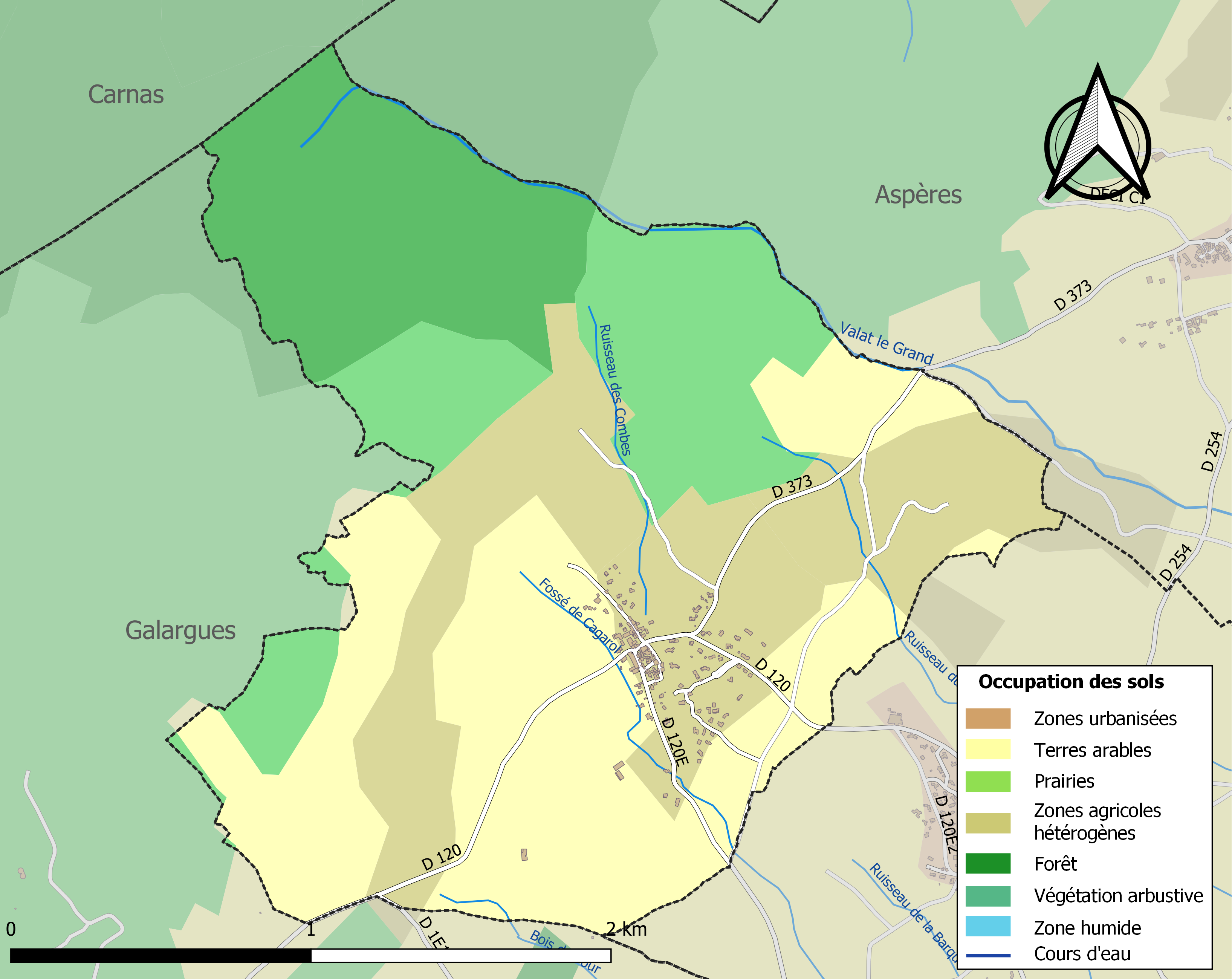
Bodennutzung, Hydrografie und Infrastruktur der Gemeinde (2018)

Garrigues liegt am östlichen Rand des Départements an der Grenze zum benachbarten Département Gard, etwa 24 Kilometer nordnordöstlich von Montpellier und etwa 28 Kilometer westsüdwestlich von Nîmes. Die Gemeinde wird von den zeitweise trockenfallenden Valat le Grand, Ruisseau des Combes und Ruisseau du Bois du Four entwässert.
Das Gebiet von Garrigues ist Teil des insgesamt 47.365 Hektar großen, im Jahre 2018 ins Leben gerufenen Natura 2000-Schutzgebiets „Hautes Garrigues du Montpelliérais“ (FR9112004) und von zwei ZNIEFF-Naturzonen. Etwa zwei Drittel der der Gemeinde werden landwirtschaftlich genutzt, der restliche Teil ist bewaldet oder naturbelassen.
Umgeben wird Garrigues von den Nachbargemeinden Aspères (Département Gard) im Norden und Osten, Campagne im Osten und Südosten, Galargues im Süden und Westen sowie Carnas (Département Gard) im Nordwesten.

## Geschichte
Es ist nicht bekannt, wann die erste menschliche Ansiedlung an der heutigen Stelle des Dorfes stattfand, wahrscheinlich mehrere Jahrhunderte vor der Ankunft der Römer. Das Vorhandensein von Ziegeln, Tonscherben und Münzen zeugt von der Lage eines römischen Landguts zu Beginn der christlichen Ära. Es wird die Wechselfälle von Invasionen, Kriegen, Hungersnöten und Epidemien überstehen. Ein im 10. Jahrhundert erwähntes Priorat folgt auf die Reste des aus der gallorömischen Zeit geerbten Anwesens und wird die Keimzelle der Pfarrei des folgenden Jahrhunderts sein. Davon zeugt die heutige Kirche. Das Dorf Garrigues, ein kleines Lehen einer Familie aus Montpellier, war seit dem 11. Jahrhundert vollständig von der blühenden Baronie Montredon abhängig, zusammen mit mehreren anderen Dörfern, von denen Ende des 16. Jahrhunderts nur noch sieben übrig waren: Aspères, Buzignargues, Galargues-le-petit, Campagne, Salinelles und Saint Amand. Während der Herrschaft des Königs Ludwig IX. ging die Baronie nach dem Aufstand der Erben des Baron de Montredon in den königlichen Besitz über und wurde teilweise zerstückelt.
Da es sich um ein im Wesentlichen landwirtschaftlich geprägtes Dorf handelt, konkurriert der Anbau von Getreide und Oliven mit der Schafzucht. Die Armut des Bodens ermöglicht es dem Dorf nicht, eine große Bevölkerung zu ernähren. Das beste Land ist für den Getreideanbau für Brot bestimmt, das am wenigsten schlechte für Weinreben und Olivenbäume und die anderen als Weideland oder als Waldreservat.
Zwischen 1530 und 1560 befürwortete ein großer Teil der Bevölkerung Reformen und die geteilte Gemeinschaft litt unter den zerstörerischen Begleiterscheinungen der verschiedenen Belagerungen der Stadt Sommières und religiösen Konflikten bis zum Kamisardenkrieg von 1703. Doch in diesen unruhigen Zeiten entwickelte die Gemeinde sich weiter und verfügte am Vorabend der Französischen Revolution über einen eigenen Ofen zum Brotbacken, ein Gemeinschaftshaus und ein eigenes Land, für das sie keine herrschaftlichen Steuern zahlte. Außerdem kaufte sie ein Sechstel der Lehens- und Grundbesitzrechte von der Familie des Marquis de Villevieille.
Die Revolution von 1789 mit der Getreidebeschlagnahme und dem Verkauf einiger Kirchengüter, bekannt als „la clastre“, verwandelte die Pfarrgemeinde in eine Gemeinde und gab ihr eine neue Verwaltung. Die neue Verwaltungsteilung (1790) und die Aufteilung des Eigentums der Baronie (1809) waren für die Gemeinde nicht günstig. Nach einigen schwierigen Jahrzehnten führte die Entwicklung des Weinbaus zu einer gewissen Bereicherung der Bewohner, die Weizenfelder verschwanden, um Platz für die Weinreben zu machen, die Olivenbäume gesellten sich zu den sehr schlechten Böden und auch die Ränder der Weinreben konkurrierten mit den produktiveren Maulbeerbäumen. Auf Gemeinschaftseigentum wurde viel Land gerodet. Häuser werden vergrößert und neu gebaut, Straßen werden wiederum verbreitert und ausgerichtet. Die Reblauskrise der 1870er Jahre setzte diesem Wohlstand vorübergehend ein Ende und die Winzerrebellion im Languedoc von 1907 setzte ihm endgültig ein Ende.

## Bevölkerungsentwicklung
| Jahr                       | 1962 | 1968 | 1975 | 1982 | 1990 | 1999 | 2006 | 2013 | 2020 |
| Einwohner                  | 98   | 99   | 82   | 88   | 80   | 127  | 149  | 171  | 222  |
| Quellen: Cassini und INSEE |      |      |      |      |      |      |      |      |      |

## Sehenswürdigkeiten
- Kirche Saint-Barthélemy aus dem 12. Jahrhundert
- Wasserturm

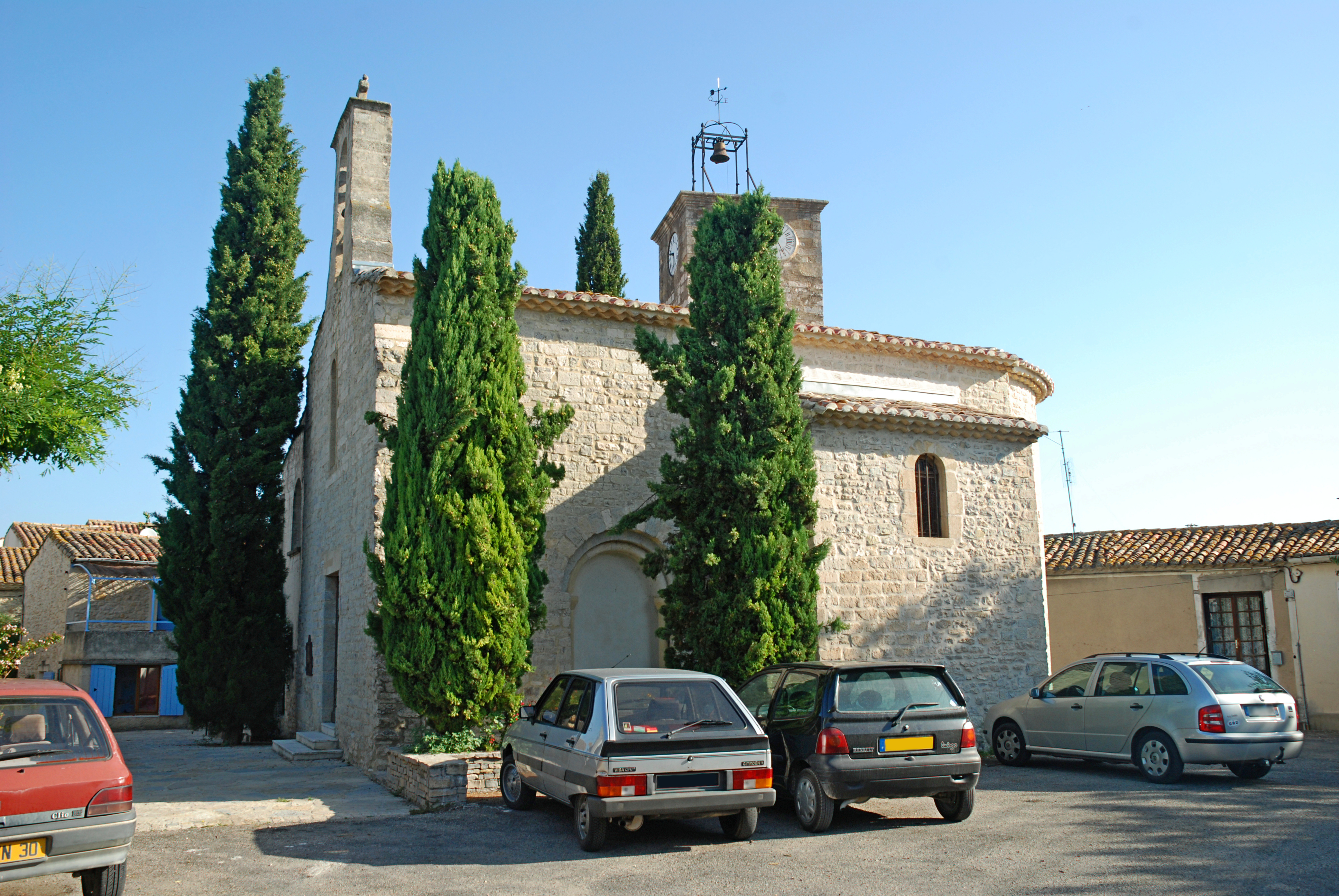
Kirche Saint-Barthélemy
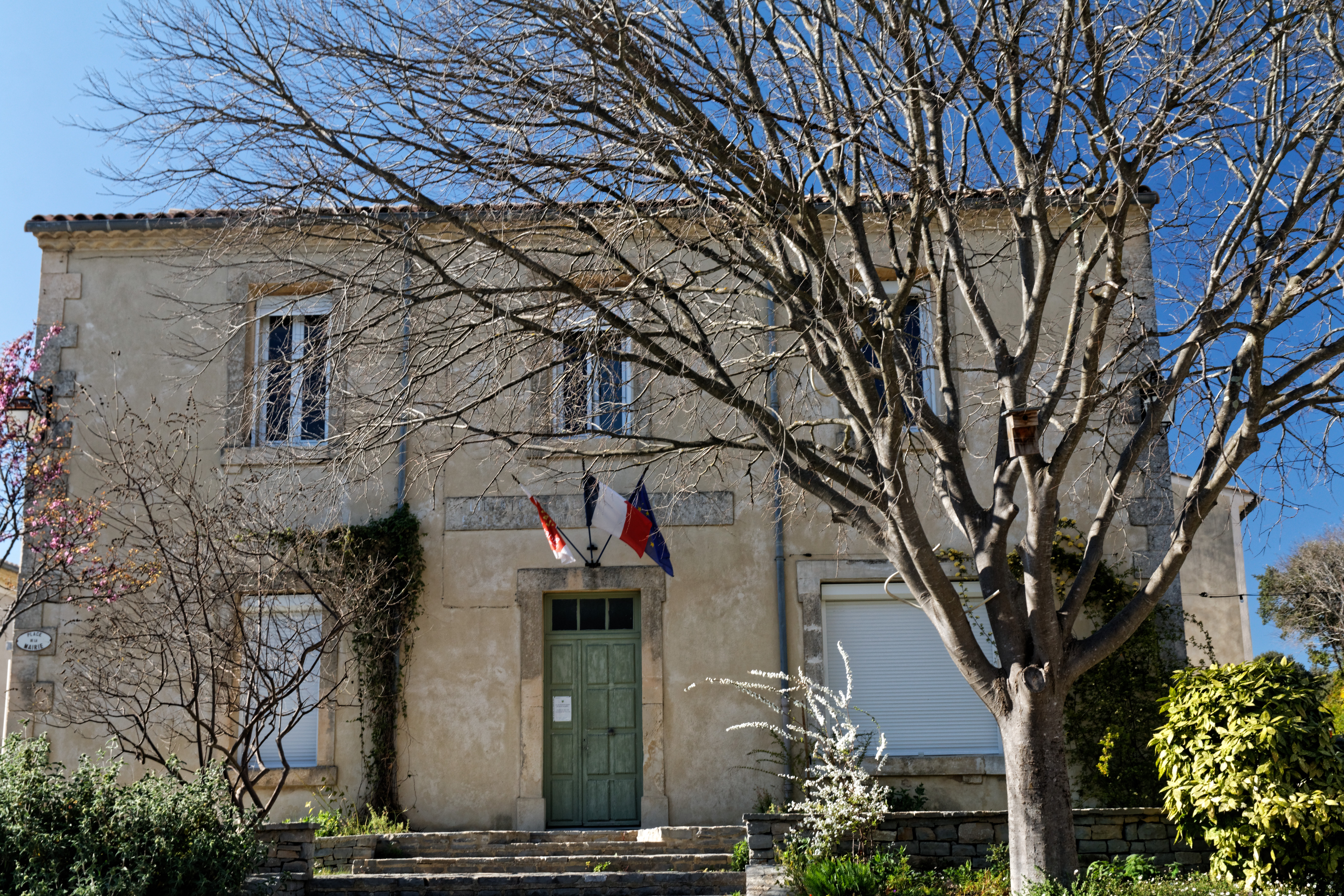
Mairie (Bürgermeisteramt)
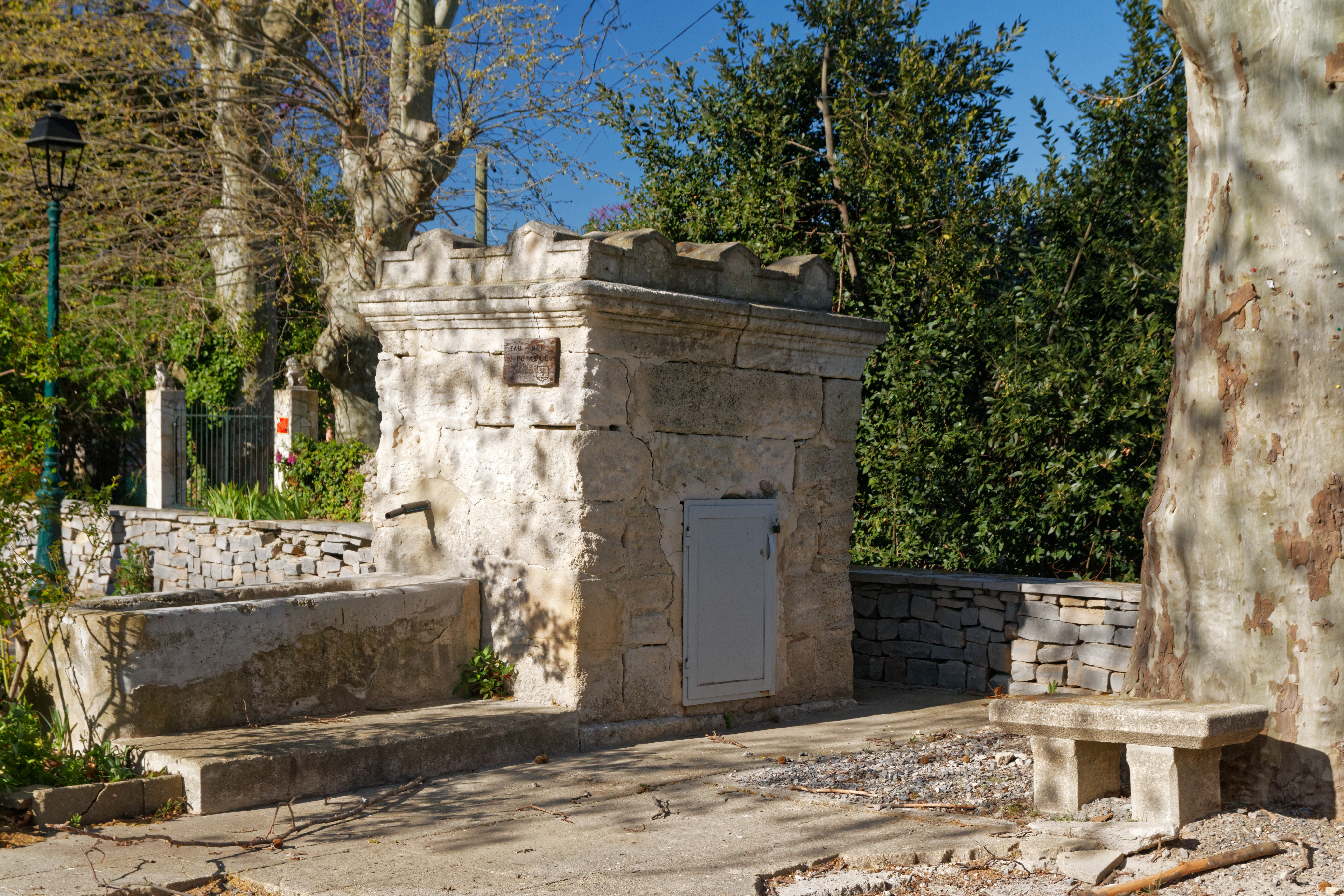
Ehemaliger Waschplatz am Brunnen mit Viehtränke

## Verkehr
Die Gemeinde liegt fernab größerer Verkehrsachsen. Die nachgeordneten Departementsstraßen 120, 120E3 und 373 stellen Verbindungen zwischen den Weilern und zu benachbarten Gemeinden her. Eine Buslinie der regionalen Transportgesellschaft liO verbindet die Gemeinde mit der Nachbargemeinde Campagne und mit Castelnau-le-Lez und dortigem Anschluss an das Straßenbahnnetz von Montpellier.